# 桑塔列斯特赖圣基莱斯
桑塔列斯特赖圣基莱斯，是西班牙阿拉贡自治区韦斯卡省的一个市镇。总面积23平方公里，总人口123人（2001年），人口密度5人/平方公里。